# Tacima
Tacima este un oraș în Paraíba (PB), Brazilia.